# Decano (astronomía)

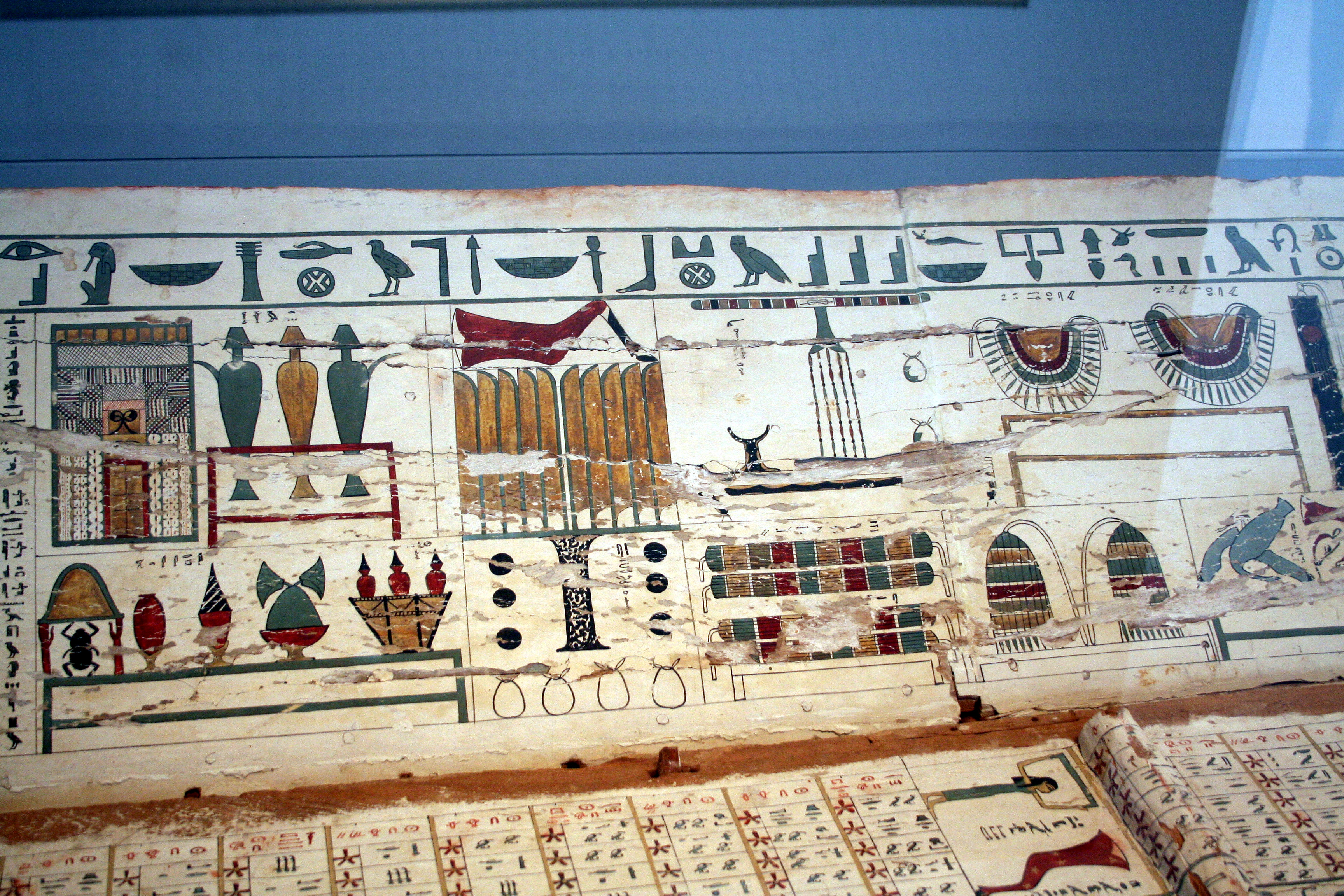
'Tabla de estrellas diagonal' de finales de la dinastía XI de Egipto, pintada en la tapa de un sarcófago. Fue encontrada en Asiut, Egipto (Roemer- und Pelizaeus-Museum Hildesheim).

Los decanos (los bakiu egipcios) son 36 grupos de estrellas (pequeñas constelaciones) utilizados en la astronomía del antiguo Egipto. Se alzan consecutivamente sobre el horizonte en cada rotación de la Tierra. El ascenso de cada decano marcaba el comienzo de una nueva "hora" nocturna decanal (en griego hōra) para los antiguos egipcios, y se usaron como reloj estelar sideral desde la novena o décima Dinastía (hacia el 2100 a. C.).
Debido a que un nuevo decano aparece en el orto helíaco cada diez días (es decir, cada diez días un nuevo grupo de estrellas decánicas reaparece en el cielo oriental al amanecer justo antes de que salga el Sol, después de un período en el que no son visibles debido a propia luz del Sol), los griegos antiguos los llamaron dekanoi (δεκανοί; plural de δεκανός dekanos) o "décimos". Cuando el concepto de decano llegó al norte de la India, se llamaron drekkana en sánscrito.
Los decanos continuaron utilizándose durante todo el Renacimiento en astrología y en magia, pero los astrólogos modernos casi en su totalidad los ignoran.

## Orígenes en el antiguo Egipto

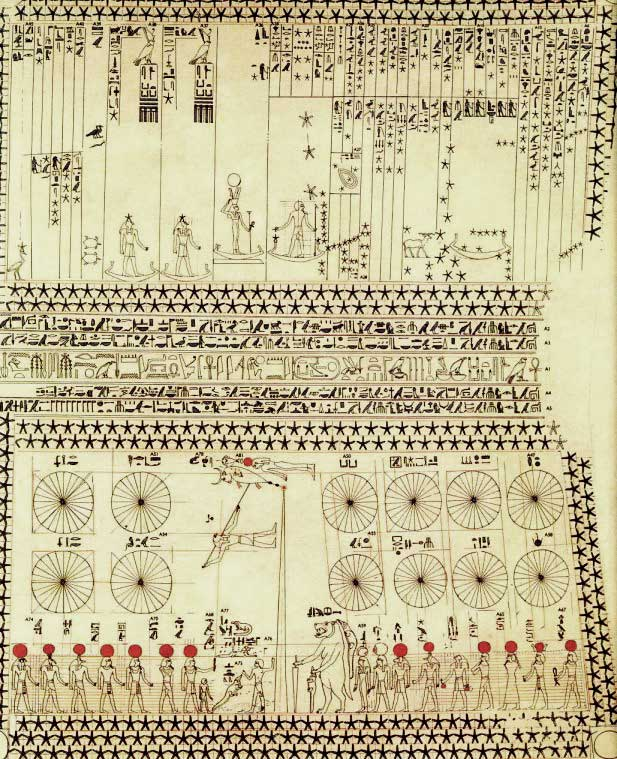
Techo astronómico de la tumba de Senemut, mostrando varios decanos y representaciones personificadas de estrellas y constelaciones

Los decanos aparecieron por primera vez durante la dinastía X de Egipto (2100 a. C.), quedando constancia en las representaciones halladas en las tapas interiores de los sarcófagos. La secuencia de estos patrones de estrellas comenzaba con la estrella Sirio, y cada decano contenía un conjunto de estrellas y divinidades correspondientes. Como medidas de tiempo, la salida y la puesta de los decanos marcaban las 'horas' y los grupos de 10 días que comprendían un año egipcio. El antiguo libro de Nut cubre el tema de los decanos.
Se establecieron 36 decanos (36 x 10 = 360 días), más 5 días adicionales para componer los 365 días de un año solar. Los decanos miden el tiempo sidéreo pero el año solar tiene 6 horas más; en el calendario egipcio el ciclo sotíaco y los años solares se realinean cada 1460 años. Los decanos representados en los sarcófagos de dinastías posteriores (como el rey Seti I), muestran el ciclo sotíaco.
De acuerdo con Sarah Symons,

Aunque conocemos los nombres de los decanos, y en algunos casos podemos traducir los nombres ("Hry-ib wiA" significa "en el centro del barco") las ubicaciones de las estrellas decanales y sus relaciones con los nombres de las estrellas modernas y constelaciones no se conocen. Esto se debe a muchos factores, pero los problemas clave son la incertidumbre que rodea a los métodos de observación utilizados para desarrollar y poblar las tablas diagonales de estrellas, y los criterios utilizados para seleccionar decanos (brillo, posición, relación con otras estrellas, etc.) .

## Desarrollos posteriores
Estas predecibles reapariciones heliacas por decanos fueron finalmente utilizadas por los egipcios para marcar las divisiones de su calendario solar anual. Por lo tanto, el ascenso heliacal de Sirio se relacionaba con la crecida anual del río Nilo.
Finalmente, este sistema condujo a una distribución de 12 horas diurnas y de 12 horas nocturnas, que variaban en longitud según la temporada. Más adelante, se utilizó un sistema de 24 horas "equinocciales".
Después de que la astrología helenística se introdujera en Egipto, surgieron varios sistemas que atribuían importancia astrológica a los decanos, que se conectaron, por ejemplo, con varias enfermedades y con las épocas para el grabado de talismanes para curarlas; con "caras" decánicas (o "fases"), un sistema donde se asignaban tres decanos a cada signo zodiacal, cada uno cubriendo 10° del zodíaco, y cada uno gobernado por una regla planetaria (véase abajo); y correlacionado con signos astrológicos.

## Descripciones de los decanos
Los decanos se nombran en varias fuentes grecoegipcias, en muchas escrituras herméticas, en el testamento de Salomón, y en las escrituras de Aristóbulo, Julio Fírmico Materno, Cosmas de Maiuma, Joseph Justus Scaliger y Atanasio Kircher.
Las imágenes de los decanos son descritas en las escrituras herméticas por el astrólogo indio Varaja Mijira, en el Libro de Picatrix y en las escrituras japonesas. Las de Varāhamihira estuvieron influenciadas por las representaciones grecoegipcias, si no herméticas, a través del Yavanajataka. Su rol en la astrología japonesa puede haberse derivado de uno indio anterior, X o posiblemente resultado de agregar los doce animales del zodiaco chino a una lista de estrellas de veinticuatro horas. Eran los más comunes entre el período Kamakura y el período Edo.
Considerando el fenómeno de la precesión de los equinoccios, la primera posición original de los decanos en tiempos antiguos comenzó en 0 grados de Cáncer, coincidiendo con el orto helíaco de Sirio (la estrella Sepdet de los egipcios; el Sothis grecoegipcio) en la puesta del Sol. Como en los calendarios judíos e islámicos, el Año Nuevo egipcio y ahora el 1er decano, caen en 0 grados de Leo, el 20 de julio en el calendario juliano, o lo que es lo mismo, del 22 al 23 de julio en el calendario gregoriano.
| Zodiaco Occidental | Decano | Posición Original de los Decanos en Tiempos Antiguos considerando la Precesión | Transliteración del Antiguo Egipto [Variante Ptolemaica] | Grecoegipcia | Testamento de Salomón      | Nombres de Aristóbulo | Hermetismo griego | Hermetismo latino | Firmicus                  | Cosmas            | Scalinger   | Kircher      |
| ------------------ | ------ | ------------------------------------------------------------------------------ | -------------------------------------------------------- | ------------ | -------------------------- | --------------------- | ----------------- | ----------------- | ------------------------- | ----------------- | ----------- | ------------ |
| Aries              | 1      | 28                                                                             |                                                          | Χont-har     | Rhyax o Ruax               | Bendonc               | Chenlachori       | Aulathamas        | Senator o Asiccan         | Aidoneus          | Asiccan     | Arueris      |
| Aries              | 2      | 29                                                                             | Sasaqed [Siket]                                          | Si-ket       | Barsafael                  | Mensour               | Chontaret         | Sabaoth           | Senacher o Asenter        | Perséfone         | Senacher    | Anubis       |
| Aries              | 3      | 30                                                                             |                                                          | Xont-χre     | Artosael o Arôtosael       | Carexon               | Siket             | Disornafais       | Sentacher o Asentacer     | Eros              | Acentacer   | Horus        |
| Tauro              | 4      | 31                                                                             | Khau [Erō, Aro'ou]                                       | Xau          | Horopel                    | Gisan                 | Soou              | Jaus              | Suo o Asicat              | Cárites           | Asicath     | Serapis      |
| Tauro              | 5      | 32                                                                             | Ārt [Khōo'ou]                                            | Arat         | Kairoxanondalon o Iudal    | Tourtour              | Aron              | Sarnotois         | Aryo o Ason               | die Horen         | Viroaso     | Helitomenos  |
| Tauro              | 6      | 33                                                                             | Remen-Ḥeru-An-Saḥ [Remena'are]                           | Remen-hare   | Sphendonael                | Ballat                | Rhomenos          | Erchmubris        | Romanae o Arfa            | Litai             | Aharph      | Apofis       |
| Géminis            | 7      | 34                                                                             | Mesdjer-Saḥ [Thosalk]                                    | Θosalk       | Sphandor                   | Farsan                | Xocha             | Manuchos          | Thesogar o Tensogar       | Tetis             | Thesogar    | Tautus       |
| Géminis            | 8      | 35                                                                             | Remen-Kher-Saḥ [O'ouare]                                 | Uaret        | Belbel                     | Vaspan                | Ouari             | Samurois          | Ver o Asuae               | Cibeles           | Verasua     | Cíclope      |
| Géminis            | 9      | 36                                                                             | A-Saḥ [T'pēsōthis]                                       | Phu-hor      | Kourtael o Kurtaêl         | Parquia               | Pepisoth          | Azuel             | Tepis o Atosoae           | Praxidike         | Tepisatosoa | Titán        |
| Cáncer             | 10     | 1 (= 0' Cáncer)                                                                | Sepdet [Sōthis]                                          | Sopdet       | Metathiax                  | Panem                 | Sotheir           | Seneptois         | Sirio o Socius            | Nike              | Sothis      | Apolo        |
| Cáncer             | 11     | 2                                                                              | Depā-Kenmut [Sit]                                        | Seta         | Katanikotael               | Catarno               | Ouphisit          | Somachalmais      | Sith                      | Heracles          | Syth        | Hécate       |
| Cáncer             | 12     | 3                                                                              | Kenmut [Khno'oumis]                                      | Knum         | Saphthorael o Saphathoraél | Hellors               | Chnouphos         | Charmine          | Thiumis o Thumus          | Hécate            | Thuimis     | Mercophta    |
| Leo                | 13     | 4                                                                              | Kher-Khept-Kenmut [Kharkhno'oumis]                       | Χar-Knum     | Phobothel o Bobêl          | Jarea                 | Chnoumos          | Zaloias           | Craumonis o Afruicois     | Hefesto           | Aphruimis   | Tifón        |
| Leo                | 14     | 5                                                                              | Ḥā-Djat [Ētēt]                                           | Ha-tet       | Leroel o Kumeatêl          | Effraa                | Ipi               | Zachor            | Sic                       | Isis              | Sithacer    | Peroeus      |
| Leo                | 15     | 6                                                                              | Peḥui-Djat [Pho'outēt]                                   | Phu-Tet      | Soubetti                   | Hayas                 | Phatiti           | Frich             | Futile o Eisie            | Serapis           | Phuonisie   | Nepenthe     |
| Virgo              | 16     | 7                                                                              | Tjemat-Ḥert [Tōm]                                        | Tom          | Katrax o Atrax             | Angaf                 | Athoum            | Zamendres         | Thumis o Thinnis          | Temis (mitología) | Thumi       | Isis         |
| Virgo              | 17     | 8                                                                              | Tjemat-Khert (O'oueste-Bikōti)                           | Uste-bikot   | Jeropa o Ieropaêl          | Bethapen              | Brysous           | Magois            | Tophicus o Tropicus       | Moiras            | Thopitus    | Pi-Osiris    |
| Virgo              | 18     | 9                                                                              | Ustji [Aphoso]                                           | Aposot       | Modobel o Buldumêch        | Baroche               | Amphatham         | Michulais         | Afut o Asuth              | Hestia            | Aphut       | Crono        |
| Libra              | 19     | 10                                                                             | Bekatji [So'oukhōs]                                      | Sob‿χos      | Madero o Naôth             | Zercuris              | Sphoukou          | Psineus           | Seuichut o Senichut       | Erinias           | Serucuth    | Zeuda        |
| Libra              | 20     | 11                                                                             | Depā-Khentet [T'pēkhonti]                                | Tpa-χont     | Nathotho o Marderô         | Baham                 | Nephthimes        | Chusthisis        | Sepisent o Atebenus       | Kairós            | Aterechinis | Omphta       |
| Libra              | 21     | 12                                                                             |                                                          | Xont-har     | Alath                      | Pieret                | Phou              | Psamiatois        | Senta o Atepiten          | Loimos            | Arpien      | Ophionius    |
| Escorpio           | 22     | 13                                                                             | Sapt-Khennu [S'ptkhne]                                   | Spt-χne      | Audameoth                  | Haziza                | Name              | Necbeuos          | Sentacer o Asente         | Ninfas            | Sentacer    | Arimanius    |
| Escorpio           | 23     | 14                                                                             |                                                          | Sesme        | Nefthada                   | Nacy                  | Oustichos         | Turmantis         | Tepsisen o Asentatir      | Leto              | Tepiseuth   | Merota       |
| Escorpio           | 24     | 15                                                                             |                                                          | Si-sesme     | Akton                      | Alleinac              | Aphebis           | Psermes           | Sentineu o Aterceni(-cem) | Kairos (repetido) | Senicer     | Panotragus   |
| Sagitario          | 25     | 16                                                                             | Ḥer-Ab-Uia ['Erēo'ouō]                                   | Hre-ua       | Anatreth                   | Ortusa                | Sebos             | Clinothois        | Eregbuo o Ergbuo          | Loimos (repetido) | Eregbuo     | Tolmophta    |
| Sagitario          | 26     | 17                                                                             |                                                          | Sesme        | Enautha o Enenuth          | Daha                  | Teuchmos          | Thursois          | Sagon                     | Kore              | Sagen       | Tomras       |
| Sagitario          | 27     | 18                                                                             | Kenmu [Konime]                                           | Konime       | Axesbyth o Phêth           | Satan                 | Chthisar          | Renethis          | Chenene o Chenem          | Ananke            | Chenen      | Teraph       |
| Capricornio        | 28     | 19                                                                             | Semdet [Smat]                                            | Smat         | Hapax o Harpax             | Eracto                | Tair              | Renpsois          | Themeso                   | Asclepio          | Themeso     | Soda         |
| Capricornio        | 29     | 20                                                                             | Sert [Srō]                                               | Srat         | Anoster                    | Salac                 | Epitek            | Manethois         | Epiemu o Epimen           | Higía             | Epima       | Riruphta     |
| Capricornio        | 30     | 21                                                                             | Sasa-Sert [Sisrō]                                        | Si-srat      | Physikoreth o Alleborith   | Seros                 | Epichnaus         | Marcois           | Omot                      | Tolma             | Homoth      | Monuphta     |
| Acuario            | 31     | 22                                                                             | Khukhu [T'pēkhou]                                        | Tpa-χu       | Aleureth o Hephesimireth   | Tonghel               | Isi               | Ularis            | Oro o Asoer               | Dike              | Oroasoer    | Brondeus     |
| Acuario            | 32     | 23                                                                             | Baba [Khou(?)]                                           | Xu           | Ichthion                   | Anafa                 | Sosomo            | Luxois            | Cratero o Astiro          | Fobos             | Astiro      | Vucula       |
| Acuario            | 33     | 24                                                                             |                                                          | Tpa-Biu      | Achoneoth o Agchoniôn      | Simos                 | Chonoumous        | Crauxes           | Tepis o Amasiero          | Osiris            | Tepisatras  | Proteo       |
| Piscis             | 34     | 25                                                                             |                                                          | Biu          | Autoth o Autothith         | Achaf                 | Tetimo            | Fambais           | Acha o Atapiac            | Océano            | Archatapias | Remphan      |
| Piscis             | 35     | 26                                                                             |                                                          | Xont-Har     | Phtheneoth o Phthenoth     | Larvata               | Sopphi            | Flugmois          | Tepibui o Tepabiu         | Dolos             | Thopibui    | Sourut       |
| Piscis             | 36     | 27                                                                             |                                                          | Tpi-biu      | Bianakith                  | Ajaras                | Syro              | Piatris           | Uiu o Aatexbui            | Elpis             | Atembui     | Phallophorus |

### Zodiaco en el Este de Asia
El zodiaco Chino presenta decanos en forma de treinta y seis animales del calendario (Sanjūroku Kingyōzō, 三 禽 形像, alternativamente conocido como Chikusan Reiki, 畜産 暦). El conjunto de animales se originó en China, donde los 36 símbolos se dividieron en cuatro grupos, con cada grupo formado por nueve pares de deidadas animales (4 x 9 = 36). Los cuatro grupos representan las cuatro direcciones cardinales (norte, sur, este y oeste). Los animales también se agrupan en tríadas: tres animales se combinan en uno de los 12 signos del zodíaco (3 x 12 = 36). En Japón, el conjunto de figuras apareció en el Nichū Reki (二 中 暦), un calendario japonés de la segunda mitad del siglo XIV. Curiosamente, ocho de los 36 parecen "zorros", casi idénticos en atributos físicos. Estos ocho (que se presentan más adelante) incluyen el tanuqui, el mujina, el zorro, el lobo, el chacal, el gato montés y los perros macho y hembra salvajes. El mujina, el zorro y el conejo se combinan bajo el signo zodiacal del conejo. El tanuqui, el leopardo y el tigre se combinan bajo el signo zodiacal del tigre. Los eruditos occidentales han interpretado mal el tanuqui y mujina durante décadas como "tejón" o "perro mapache". Pero en obras de arte existentes como las que se muestran a continuación, las bestias son claramente "zorras". Por lo tanto, es desconcertante por qué los eruditos occidentales los llaman tejones y perros mapache.
| Zodiaco   | Primer animal             | Segundo animal     | Tercer animal                                |
| --------- | ------------------------- | ------------------ | -------------------------------------------- |
| Rata      | Gato (貓)                 | Rata (鼠)          | Murciélago (伏翼)                            |
| Buey      | Toro (牛)                 | Cangrejo (蟹)      | Tortuga (鱉)                                 |
| Tigre     | Perro mapache (狸)        | Leopardo (豹)      | Tigre (虎)                                   |
| Conejo    | Zorro (狐)                | Conejo (兔)        | Tejón (貉)                                   |
| Dragón    | Dragón (龍)               | Selachimorpha (鮫) | Pez (魚)                                     |
| Serpiente | Cigarra (蟬)              | Carpa (鯉)         | Serpiente (蛇)                               |
| Caballo   | Ciervo (鹿)               | Caballo (馬)       | Corzo (麞)                                   |
| Cabra     | Carnero (羊)              | Ganso (雁)         | Halcón (鷹)                                  |
| Mono      | Gibón (狖)                | Orangután (猿)     | Mono (猴)                                    |
| Gallo     | Cuervo (烏)               | Gallo (雞)         | Faisán (雉)                                  |
| Perro     | Perro (狗, véase Inugami) | Lobo (狼)          | China Perro salvaje, Japón lobo japonés (豺) |
| Cerdo     | Cerdo (豕)                | Cerdo (豕 俞)      | Cerdo (豬)                                   |

## Tabla de caras (o decanatos)
Hubo dos versiones principales de regencia otorgadas a los decanos en el mundo antiguo: regencia caldea y regencia por triplicidad.
| Signo       | Regla del Primer Decano (0 - 9.999 deg.) | Regla del Segundo Decano (10 - 19.999 deg.) | Regla del Tercer Decano (20 - 29.999 grados) |
| ----------- | ---------------------------------------- | ------------------------------------------- | -------------------------------------------- |
| Aries       | Marte                                    | Sol                                         | Venus                                        |
| Tauro       | Mercurio                                 | Luna                                        | Saturno                                      |
| Géminis     | Júpiter                                  | Marte                                       | Sol                                          |
| Cáncer      | Venus                                    | Mercurio                                    | Luna                                         |
| Leo         | Saturno                                  | Júpiter                                     | Marte                                        |
| Virgo       | Sol                                      | Venus                                       | Mercurio                                     |
| Libra       | Luna                                     | Saturno                                     | Júpiter                                      |
| Escorpio    | Marte                                    | Sol                                         | Venus                                        |
| Sagitario   | Mercurio                                 | Luna                                        | Saturno                                      |
| Capricornio | Júpiter                                  | Marte                                       | Sol                                          |
| Aquario     | Venus                                    | Mercurio                                    | Luna                                         |
| Piscis      | Saturno                                  | Júpiter                                     | Marte                                        |

* Usados como las regencias en astrología.
Obsérvese que las regencias siguen un patrón repetitivo, el llamado orden "caldeo" de los planetas: "Saturno, Júpiter, Marte, Sol, Venus, Mercurio, Luna". Este orden planetario, en el que el Sol se encuentra en el centro de la serie, con los planetas entre el Sol y la Tierra en un lado y los planetas exteriores en el otro lado, refleja la percepción de la velocidad del movimiento de cada planeta como se ve desde la Tierra.
| Signo       | Regla del Primer Decano (0 - 9.999 grados) | Regla del Segundo Decano (10 - 19.999 deg.) | Regla del Tercer Decano (20 - 29.999 deg.) |
| ----------- | ------------------------------------------ | ------------------------------------------- | ------------------------------------------ |
| Aries       | Marte                                      | Sol                                         | Júpiter                                    |
| Tauro       | Venus                                      | Mercurio                                    | Saturno                                    |
| Géminis     | Mercurio                                   | Venus                                       | Saturno                                    |
| Cáncer      | Luna                                       | Marte                                       | Júpiter                                    |
| Leo         | Sol                                        | Júpiter                                     | Marte                                      |
| Virgo       | Mercurio                                   | Saturno                                     | Venus                                      |
| Libra       | Venus                                      | Saturno                                     | Mercurio                                   |
| Escorpio    | Marte                                      | Júpiter                                     | Luna                                       |
| Sagitario   | Júpiter                                    | Marte                                       | Sol                                        |
| Capricornio | Saturno                                    | Venus                                       | Mercurio                                   |
| Acuario     | Saturno                                    | Mercurio                                    | Venus                                      |
| Piscis      | Júpiter                                    | Luna                                        | Marte                                      |

Los decanos o "caras" son los menos importantes de los aspectos esenciales, que representan alrededor de un quinceavo de la fuerza general de un planeta en la astrología medieval.

## Antigua India
En la India, la división del zodíaco en 36 porciones de diez grados se denomina drekkana (drekka), dreskana (dreṣkana) o drikana (drákana).
La iconografía y el uso de drekkana se remonta a Sphujidhvaja en el Yavanajataka (269-270), y se le da un tratamiento detallado por Varaja Mijira en su Varaja Mijira (550). Los estudiosos modernos creen que los decanos fueron importados a la India a través de los griegos, que aprendieron sobre ellos de los egipcios.
Hay muchos tipos de drekkana en uso en la astrología india. El parivritti drekkana va en el orden de los signos; el primer decano es Aries, el segundo es Tauro, el tercero es Géminis, el cuarto es Cáncer, etc. Luego está el cálculo de tríadas que utiliza los trinos elementales para cada signo; por ejemplo, en Aries se ubican Aries, Leo y Sagitario, mientras que en Tauro aparecen Tauro, Virgo y Capricornio. En total existen cuatro variaciones de cálculos drekkana. Los astrólogos hindúes calcularon estos signos (varga) y crearon un nuevo cuadro basado en la ubicación del decano con fines predictivos.